# ジャン＝ジャック・ナティエ

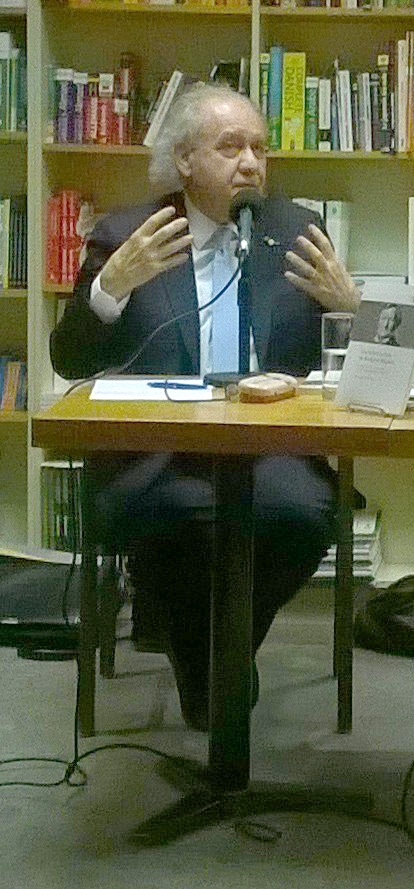
ジャン＝ジャック・ナティエ

ジャン＝ジャック・ナティエ（Jean-Jacques Nattiez, 1945年12月30日 アミアン - ）はフランス出身のカナダの音楽学者。ジョルジュ・ムナンとジャン・モリノに記号学を、言語学者で音楽理論家のニコラ・リュヴェに音楽記号学を師事。
モントリオール大学で音楽学の教鞭を執るかたわら、ピエール・ブーレーズやグレン・グールドの音楽美学、ワーグナーの楽劇、マルセル・プルーストをとりまく音楽環境、イヌイットやアイヌの民族音楽など、音楽に関する幅広い題材で著作や解説書を残している。たとえばユネスコの民族音楽に関するCDシリーズでは、民族音楽学の泰斗のひとりとして、アイヌ音楽に関する小論を寄せた。

## 日本語訳
- 『音楽記号学』足立美比古訳、春秋社、1996年、新装版2005年
- 『音楽家プルースト 『失われた時を求めて』に音楽を聴く』斉木真一訳、音楽之友社、2001年
- 『音楽・研究・人生　音楽と言語をめぐる仮想対話』添田里子訳、春秋社、2005年
- 共著論集[2]『ニュー・ミュージコロジー　音楽作品を「読む」批評理論』慶應義塾大学出版会、2013年
- 『レヴィ＝ストロースと音楽』添田里子訳、叢書ビブリオムジカ：アルテスパブリッシング、2013年